# Elcaribe anguilla
Elcaribe anguilla är en tvåvingeart som beskrevs av Webb 2006. Elcaribe anguilla ingår i släktet Elcaribe och familjen stilettflugor.
Artens utbredningsområde är Anguilla. Inga underarter finns listade i Catalogue of Life.